# Elvira Abdić-Jelenović
Elvira Abdić-Jelenović (Karlovac, 7. rujna 1967.) je hrvatska političarka u Domu naroda PFBiH od siječnja 2007.

## Životopis
Elvira Abdić Jelenović je rođena u Karlovcu u Hrvatskoj. Kći je poznatog političara iz BiH Fikreta Abdića. Studirala je na Građevinskom fakultetu u Rijeci. Godine 2006. je izabrana u parlament Federacije BiH kao hrvatska zastupnica u Domu naroda.
Elvira Abdić-Jelenović se protivila imenovanju Platformaške Vlade Federacije BiH 17. ožujka 2011., zbog toga što nije imala podršku većine hrvatskih izaslanika u Domu naroda PFBiH, tvrdeći da je zbog toga imenovanje vlade, kao i drugih dužnosnika u vlasti, nelegalno. Abdić-Jelenović je djelovala suprotno uputama svoje stranke, te je zbog toga kritizirana, a u prosincu 2012., njezino članstvo je suspendirano.
2013. Osniva Laburističku Stranku BIH koja je danas vodeća stranka u Općini Velika Kladuša.

## Vanjske poveznice
- Parlament BiH: Elvira Abdić-Jelenović[neaktivna poveznica]